# Coelocorynus debeckeri
Coelocorynus debeckeri är en skalbaggsart som beskrevs av Ruter 1977. Coelocorynus debeckeri ingår i släktet Coelocorynus och familjen Cetoniidae. Inga underarter finns listade i Catalogue of Life.